# إنتل 80486SL
معالج إنتل i486SL هو البديل الموفر للطاقة للمعالج الدقيق إنتل i486DX. وقد صمم لاستخدامة في الأجهزة المحمولة. انتج من تاريخ نوفمبر 1992 حتى يونيو 1993. وكانت سرعة المعالج (Clock speeds) 20، 25، و30 ميجاهيرتز. وشمل المعالج جميع مواصفات i486DX.
كما تم إضافة وضع إدارة النظام (SMM) (نفس الوضع المضاف لـ i386SL) في المعالج. ويتيح وضع إدارة النظام إيقاف المعالج دون فقد أي بيانات. ولتحقيق ذلك يتم حفظ حالة المعالج في ذاكرة وصول عشوائية (RAM) ثابتة (SMRAM).
في منتصف 1993، دمجت إنتل خاصية الـ SMM وجميع خواص 486SL في معالجها الجديد 80486 واوقفت تصنيع سلسلة الت SL.